# Principal ministre d'État
 (octobre 2012).
Si vous disposez d'ouvrages ou d'articles de référence ou si vous connaissez des sites web de qualité traitant du thème abordé ici, merci de compléter l'article en donnant les références utiles à sa vérifiabilité et en les liant à la section « Notes et références ».
Pour un article plus général, voir Liste des chefs du gouvernement français.
Le principal ministre d'État ou le Premier ministre de France ou encore le ministre principal du Roi était, sous l'Ancien Régime, le principal conseiller du roi de France. Le titre et la fonction étaient officieux, le roi étant le détenteur de tous les pouvoirs.
Depuis le Moyen Âge, le roi gouverne entouré de ses conseillers, dont le chancelier de France. Au XVIe siècle, cette formule va se développer pour devenir une véritable institution de gouvernement : le Conseil du roi. Avec Henri IV, on voit apparaître la primauté de certains ministres (Sully, de 1598 à 1611 et Villeroy, de 1611 à 1614). Puis au XVIIe siècle, le roi sera d'abord secondé par un favori (Concini, de 1613 à 1617 et le duc de Luynes, de 1617 à 1621), puis, sous Louis XIII, par un principal ministre, qui reçoit une délégation révocable d'autorité royale (Richelieu, de 1624 à 1642 et Mazarin, de 1642 à 1661). Après 1661, Louis XIV reprend le contrôle du gouvernement, en s'entourant toutefois d'une équipe de ministres et de conseillers compétents. C'est depuis le Conseil d'En-haut, composé du roi et de ses proches collaborateurs, que le royaume est dirigé. Toutefois certains ministres, comme Louvois et Colbert, jouent un rôle prépondérant. C'est sous Louis XV que réapparaîtra la charge, avec Dubois sous la Régence, puis le très bref passage du duc d'Orléans, le duc de Bourbon et enfin le ministère du cardinal de Fleury.

## Liste
La liste suivante répertorie les différentes personnes qui ont exercé — officiellement ou de facto — la charge de principal ministre :
| Portrait                                                     | Nom (principal ministre d'État)                       | Dates du mandat                                                                                | Monarque ou régent (règne)                                       | Gouvernements                                              | États généraux ou législatures (élection)                                |
| ------------------------------------------------------------ | ----------------------------------------------------- | ---------------------------------------------------------------------------------------------- | ---------------------------------------------------------------- | ---------------------------------------------------------- | ------------------------------------------------------------------------ |
|                                                              | Duc de Sully                                          | du 10 juillet 1598 au 14 mai 1610                                                              | Henri IV du 2 août 1589 au 14 mai 1610                           | Ministres de Henri IV du 2 août 1589 au 14 mai 1610        | pas d'États généraux de 1594 à 1613                                      |
| du 14 mai 1610 au 29 janvier 1611                            | Duc de Sully                                          | Marie de Médicis (Régence) du 14 mai 1610 au 2 octobre 1614 (prolongée jusqu'au 24 avril 1617) | Ministres de Louis XIII du 14 mai 1610 au 18 mai 1643            |                                                            | pas d'États généraux de 1594 à 1613                                      |
|                                                              | Marquis de Villeroy                                   | Marie de Médicis (Régence) du 14 mai 1610 au 2 octobre 1614 (prolongée jusqu'au 24 avril 1617) | Ministres de Louis XIII du 14 mai 1610 au 18 mai 1643            | du 30 janvier 1611 au 9 août 1616[réf. nécessaire]         | États généraux du 27 octobre 1614 au 23 février 1615                     |
|                                                              | Concino Concini                                       | Marie de Médicis (Régence) du 14 mai 1610 au 2 octobre 1614 (prolongée jusqu'au 24 avril 1617) | Ministres de Louis XIII du 14 mai 1610 au 18 mai 1643            | du 9 août 1616 au 24 avril 1617                            | Pas d'États généraux de 1616 à 1788                                      |
|                                                              | Duc de Luynes                                         | du 24 avril 1617 au 15 décembre 1621                                                           | Ministres de Louis XIII du 14 mai 1610 au 18 mai 1643            | Louis XIII du 24 avril 1617 au 14 mai 1643                 | Pas d'États généraux de 1616 à 1788                                      |
| —                                                            | Vacance de la fonction                                | du 15 décembre 1621 au 12 août 1624                                                            | Ministres de Louis XIII du 14 mai 1610 au 18 mai 1643            | Louis XIII du 24 avril 1617 au 14 mai 1643                 | Pas d'États généraux de 1616 à 1788                                      |
|                                                              | Cardinal de Richelieu                                 | du 12 août 1624 au 4 décembre 1642                                                             | Ministres de Louis XIII du 14 mai 1610 au 18 mai 1643            | Louis XIII du 24 avril 1617 au 14 mai 1643                 | Pas d'États généraux de 1616 à 1788                                      |
|                                                              | Cardinal Mazarin                                      | du 5 décembre 1642 au 9 mars 1661                                                              |                                                                  | Louis XIII du 24 avril 1617 au 14 mai 1643                 | Pas d'États généraux de 1616 à 1788                                      |
| Anne d'Autriche (Régence) du 18 mai 1643 au 7 septembre 1651 | Cardinal Mazarin                                      | du 5 décembre 1642 au 9 mars 1661                                                              | Ministres de Louis XIV du 14 mai 1643 au 1er septembre 1715      |                                                            | Pas d'États généraux de 1616 à 1788                                      |
| Louis XIV du 7 septembre 1651 au 1er septembre 1715          | Cardinal Mazarin                                      | du 5 décembre 1642 au 9 mars 1661                                                              | Ministres de Louis XIV du 14 mai 1643 au 1er septembre 1715      |                                                            | Pas d'États généraux de 1616 à 1788                                      |
|                                                              | Vacance de la fonction Jean-Baptiste Colbert de facto | du 9 mars 1661 au 6 septembre 1683                                                             | Ministres de Louis XIV du 14 mai 1643 au 1er septembre 1715      |                                                            | Pas d'États généraux de 1616 à 1788                                      |
|                                                              | Vacance de la fonction Le Tellier de Louvois de facto | du 7 septembre 1683 au 16 juillet 1691                                                         | Ministres de Louis XIV du 14 mai 1643 au 1er septembre 1715      |                                                            | Pas d'États généraux de 1616 à 1788                                      |
| —                                                            | Vacance de la fonction                                | du 17 juillet 1691 au 1er septembre 1715                                                       | Ministres de Louis XIV du 14 mai 1643 au 1er septembre 1715      |                                                            | Pas d'États généraux de 1616 à 1788                                      |
|                                                              | Cardinal Dubois                                       | du 12 septembre 1715 au 10 août 1723                                                           | Duc d'Orléans (Régence) du 1er septembre 1715 au 15 février 1723 | Ministres de Louis XV du 1er septembre 1715 au 10 mai 1774 | Pas d'États généraux de 1616 à 1788                                      |
| Louis XV du 15 février 1723 au 10 mai 1774                   | Cardinal Dubois                                       | du 12 septembre 1715 au 10 août 1723                                                           |                                                                  | Ministres de Louis XV du 1er septembre 1715 au 10 mai 1774 | Pas d'États généraux de 1616 à 1788                                      |
|                                                              | Duc d'Orléans                                         | du 10 août 1723 au 2 décembre 1723                                                             |                                                                  | Ministres de Louis XV du 1er septembre 1715 au 10 mai 1774 | Pas d'États généraux de 1616 à 1788                                      |
|                                                              | Duc de Bourbon                                        | du 2 décembre 1723 au 11 juin 1726                                                             |                                                                  | Ministres de Louis XV du 1er septembre 1715 au 10 mai 1774 | Pas d'États généraux de 1616 à 1788                                      |
|                                                              | Cardinal de Fleury                                    | du 11 juin 1726 au 29 janvier 1743                                                             |                                                                  | Ministres de Louis XV du 1er septembre 1715 au 10 mai 1774 | Pas d'États généraux de 1616 à 1788                                      |
| —                                                            | Vacance de la fonction                                | du 29 janvier 1743 au 3 décembre 1758                                                          |                                                                  | Ministres de Louis XV du 1er septembre 1715 au 10 mai 1774 | Pas d'États généraux de 1616 à 1788                                      |
|                                                              | Duc de Choiseul                                       | du 3 décembre 1758 au 24 décembre 1770                                                         |                                                                  | Ministres de Louis XV du 1er septembre 1715 au 10 mai 1774 | Pas d'États généraux de 1616 à 1788                                      |
|                                                              | René de Maupeou                                       | du 25 décembre 1770 au 23 août 1774                                                            |                                                                  | Ministres de Louis XV du 1er septembre 1715 au 10 mai 1774 | Pas d'États généraux de 1616 à 1788                                      |
| Louis XVI du 10 mai 1774 au 10 août 1792                     | René de Maupeou                                       | du 25 décembre 1770 au 23 août 1774                                                            | Ministres de Louis XVI du 10 mai 1774 au 10 août 1792            |                                                            | Pas d'États généraux de 1616 à 1788                                      |
| Louis XVI du 10 mai 1774 au 10 août 1792                     |                                                       | Jacques Turgot                                                                                 | Ministres de Louis XVI du 10 mai 1774 au 10 août 1792            | du 24 août 1774 au 12 mai 1776                             | Pas d'États généraux de 1616 à 1788                                      |
| Louis XVI du 10 mai 1774 au 10 août 1792                     |                                                       | Comte de Maurepas                                                                              | Ministres de Louis XVI du 10 mai 1774 au 10 août 1792            | du 14 mai 1776 au 21 novembre 1781                         | Pas d'États généraux de 1616 à 1788                                      |
| Louis XVI du 10 mai 1774 au 10 août 1792                     |                                                       | Comte de Vergennes                                                                             | Ministres de Louis XVI du 10 mai 1774 au 10 août 1792            | du 21 novembre 1781 au 13 février 1787                     | Pas d'États généraux de 1616 à 1788                                      |
| Louis XVI du 10 mai 1774 au 10 août 1792                     |                                                       | Cardinal de Loménie de Brienne                                                                 | Ministres de Louis XVI du 10 mai 1774 au 10 août 1792            | du 1er mai 1787 au 25 août 1788                            | Pas d'États généraux de 1616 à 1788                                      |
| Louis XVI du 10 mai 1774 au 10 août 1792                     |                                                       | Jacques Necker                                                                                 | Ministres de Louis XVI du 10 mai 1774 au 10 août 1792            | du 25 août 1788 au 11 juillet 1789                         | États généraux du 6 mai 1789 au 27 juin 1789                             |
| Louis XVI du 10 mai 1774 au 10 août 1792                     |                                                       | Baron de Breteuil                                                                              | Ministres de Louis XVI du 10 mai 1774 au 10 août 1792            | du 11 juillet 1789 au 16 juillet 1789                      | Assemblée constituante du 17 juin 1789 au 30 septembre 1791              |
| Louis XVI du 10 mai 1774 au 10 août 1792                     |                                                       | Jacques Necker                                                                                 | Ministres de Louis XVI du 10 mai 1774 au 10 août 1792            | du 16 juillet 1789 au 4 septembre 1790                     | Assemblée constituante du 17 juin 1789 au 30 septembre 1791              |
| Louis XVI du 10 mai 1774 au 10 août 1792                     |                                                       | Comte de Saint-Hérem                                                                           | Ministres de Louis XVI du 10 mai 1774 au 10 août 1792            | du 4 septembre 1790 au 29 novembre 1791                    | Assemblée constituante du 17 juin 1789 au 30 septembre 1791              |
| Louis XVI du 10 mai 1774 au 10 août 1792                     | —                                                     | Vacance de la fonction                                                                         | Ministres de Louis XVI du 10 mai 1774 au 10 août 1792            | du 29 novembre 1791 au 21 septembre 1792                   | Assemblée nationale législative du 1er octobre 1791 au 21 septembre 1792 |

## Sources
- Encyclopédie Larousse